# Ljudmila Stepanowna Christoljubowa
Ljudmila Stepanowna Christoljubowa (russisch Людмила Степановна Христолюбова; * 26. März 1939 im Dorf Wolkowo (heute Rajon Sawljalowo), Udmurtische Autonome Sozialistische Sowjetrepublik (ASSR); † 29. Oktober 2014 in Ischewsk, Republik Udmurtien) war eine sowjetische bzw. russische Kulturhistorikerin und Ethnographin.

## Leben
Christoljubowa stammte aus einer Bauernfamilie. Sie besuchte die siebenjährige Mittelschule und 1953–1957 die Pädagogik-Schule in Moschga. Das Studium am Ischewsker Udmurtischen Pädagogik-Institut in der Historisch-Philologischen Fakultät schloss sie 1963 mit Auszeichnung ab. Darauf arbeitete sie dort als Assistentin am Lehrstuhl für Philosophie und wissenschaftlichen Kommunismus.
Von 1967 bis 1970 war Christoljubowa Aspirantin am Moskauer Institut für Ethnographie der Akademie der Wissenschaften der UdSSR (AN-SSSR, seit 1991 Russische Akademie der Wissenschaften (RAN)) bei dem Experten für Finno-ugrische Völker Wladimir Pimenow. Dort verteidigte sie ihre Dissertation über die Familienriten der Udmurten bei Geburt, Heirat und Bestattung (mit mengenmäßiger Kennzeichnung) 1971 mit Erfolg für die Promotion zur Kandidatin der historischen Wissenschaften.
Ab 1970 arbeitete Christoljubowa als wissenschaftliche Senior-Mitarbeiterin des Forschungsinstituts für Geschichte, Sprache und Literatur des Ministerrats der Udmurtischen ASSR im Sektor Archäologie und Ethnographie, dessen Leitung sie 1978 übernahm. Von 1980 bis 1989 leitete sie die Abteilung für Ethnographie und Soziologie. 1989 wurde das Institut in die Ural-Abteilung (UrO) der AN-SSSR eingegliedert. Sie untersuchte Probleme der Geschichtsschreibung udmurtiens und die laufenden ethnosoziologischen und ethnolinguistischen Prozesse bei den ländlichen und städtischen Udmurten mit Entwicklung einer eigenen Methodik. Sie verfasste mehr als 200 wissenschaftliche Arbeiten, darunter fünf Bücher und Monographien.

## Ehrungen, Preise
- Ehrenurkunde des Präsidiums des Obersten Sowjets der Udmurtischen ASSR (1981)
- Medaille „Veteran der Arbeit“ (1990)
- Verdiente Wissenschaftlerin der Republik Udmurtien (1991)[3]
- Ehrenurkunde der Regierung der Republik Udmurtien (1994)
- Aschaltschi-Oki-Literatur-Nationalpreis der Republik Udmurtien (1997)
- Ehrenurkunde der RAN (1999)[2]